# 公方敏
公方敏（1953年10月21日—），曾用名公方明，男，中国大陆演员。代表作有电视剧《四大名捕会京师》、《亲爱的，回家》，电视电影《火线追凶》系列等。

## 饰演角色
- 《少年包青天2》花公公
- 《天龙八部》玄慈
- 《延禧攻略》允祹